# Pachymerium atticum
Pachymerium atticum är en mångfotingart som beskrevs av Karl Wilhelm Verhoeff 1901. Pachymerium atticum ingår i släktet Pachymerium och familjen storjordkrypare. Inga underarter finns listade i Catalogue of Life.